# Râul Budoș, Pădureni
Râul Budoș este un curs de apă, afluent al râului Pădureni. 